# Унтерштекхольц
Унтерштекхольц (нем. Untersteckholz) — бывшая коммуна в Швейцарии, в кантоне Берн. 
Входила в состав округа Арванген. С 1 января 2010 года вошла в состав коммуны Лангенталь. Население составляет 158 человек (на 31 декабря 2006 года). Официальный код — 0343.